# حجازي ماهر
حجازي ماهر من (مواليد 20 سبتمبر 1997) هو لاعب كرة قدم أردني يلعب في مركز قلب الدفاع لنادي الدوري الهندي الممتاز إيست بنغال والمنتخب الأردني. يمكنه أيضًا العمل كظهير أيسر.

## مهنة النادي
انضم حجازي ماهر فريق الدوري الهندي الممتاز فريق إيست بنغال في صفقة انتقال مجانية لقد كان جزءًا من الفريق الذي رفع لقب كأس السوبر الهندي 2024 بفوزه على حامل اللقب أوديشا.

## مرتبة الشرف
شرق البنغال
- كأس السوبر الهندي: 2024[5]